# Erick Corrales
Erick Alberto Corrales Barrantes (San José, 1 de noviembre de 1984 - Washington D. C., 10 de julio de 2025) fue un futbolista costarricense que jugó en la posición de delantero.

## Trayectoria
Erick militó en equipos de Primera y Segunda División de Costa Rica, así como en el fútbol de El Salvador y Guatemala.

## Fallecimiento
Sufrió un atropello por un automóvil, mientras conducía un escúter en una calle de una zona  residencial de Washington D. C., Estados Unidos, muriendo en el centro médico el 10 de julio de 2025. Tenía 40 años de edad.